# Bill Hader
William Thomas (Bill) Hader (Tulsa, 7 juni 1978) is een Amerikaans komiek en acteur. 

## Levensloop
Hij maakte van 2005 tot en met 2014 deel uit van de vaste acteurs van het Amerikaanse komedieprogramma Saturday Night Live, waaraan hij 161 afleveringen meewerkte. Als acteur behoort hij tot een groepje acteurs dat onder meer bij herhaling wordt ingezet door scenarist en producent Judd Apatow.
Hader speelt in films voornamelijk bijrolletjes als personages die hun zaakjes minder goed voor elkaar hebben en/of weten dan ze zelf denken. Hij verscheen zodoende in onder meer Apatows Knocked Up (als Brent), Superbad (als agent Slater), Forgetting Sarah Marshall (als Brian Bretter), Pineapple Express (als soldaat Miller) en Year One (als sjamaan). Door Haders verwantschap met Apatow was hij inmiddels bij herhaling te zien naast collega's als Seth Rogen, Paul Rudd, Michael Cera en Hank Azaria. Sinds 2018 speelt hij de titelrol in de serie Barry, die hij bedacht heeft met Alec Berg. In 2019 is het derde seizoen van Barry aangekondigd.
Hader trouwde in 2006 met regisseur en scenarioschrijver Maggie Carey. Ze kregen samen drie dochters. Hun huwelijk kwam in 2018 ten einde.

## Filmografie (selectie)
- 2024: IF (stem)
- 2022: Lightyear (stem)
- 2019: Noelle
- 2019: It Chapter Two
- 2019: The Angry Birds Movie 2 (stem)
- 2019: Toy Story 4 (stem)
- 2018: Ralph Breaks the Internet (stem)
- 2017: Power Rangers (stem)
- 2016: Finding Dory (stem)
- 2016: Popstar: Never Stop Never Stopping
- 2016: The BFG (stem)
- 2016: The Angry Birds Movie (stem)
- 2016: Sausage Party (stem)
- 2015: Maggie's Plan
- 2015: Trainwreck
- 2015: Inside Out (stem)
- 2015: Accidental Love
- 2014: 22 Jump Street
- 2014: The Disappearance of Eleanor Rigby: Them
- 2014: They Came Together
- 2014: The Skeleton Twins
- 2013: Her
- 2013: Cloudy with a Chance of Meatballs 2 (stem)
- 2013: The Disappearance of Eleanor Rigby: Him & Her
- 2013: The To Do List
- 2013: Turbo (stem)
- 2013: Monsters University (stem)
- 2013: Star Trek: Into Darkness (stem)
- 2012: Men in Black III
- 2011: Paul
- 2010: Scott Pilgrim vs. the World (stem)
- 2009: Cloudy with a Chance of Meatballs (stem)
- 2009: Ice Age: Dawn of the Dinosaurs (stem)
- 2009: Year One
- 2009: Night at the Museum: Battle of the Smithsonian
- 2009: Adventureland
- 2008: Tropic Thunder
- 2008: Pineapple Express
- 2008: Forgetting Sarah Marshall
- 2007: The Brothers Solomon
- 2007: Superbad
- 2007: Hot Rod
- 2007: Knocked Up
- 2007: Purple Violets
- 2006: You, Me and Dupree
- 2006: Doogal (stem)

## Televisieseries
*Exclusief eenmalige (gast)optredens
- The Dark Crystal: Age of Resistance - stem The Wanderer / urGoh (2019, vier afleveringen)
- Barry - Barry Berkman (2018-2023)
- The Awesomes - Dr. Malocchio (2013-2015, 22 afleveringen)
- Bob's Burgers - Mickey (2012-2014, zes afleveringen)
- The Mindy Project -  Tom McDougall (2012-2014, vijf afleveringen)
- The Venture Bros. - stem Professor Impossible e.a. (2010-2013, zeven afleveringen)